# Philipp Lahm
Philipp Lahm (München, 11 november 1983) is een Duits voormalig betaald voetballer. Hij stroomde in 2003 door vanuit de jeugd van FC Bayern München, waar hij zijn hele carrière onder contract stond en in januari 2011 Mark van Bommel opvolgde als aanvoerder. Hij was van 2004 tot en met 2014 actief als international van het Duits voetbalelftal, waarvoor hij 113 wedstrijden speelde en waarvan hij in zijn laatste fase ook aanvoerder was. Lahm kon als rechts- en als linksback uit de voeten en werd onder trainer Pep Guardiola in 2013 omgevormd tot verdedigende middenvelder.

## Clubcarrière
Lahm doorliep de jeugdopleiding bij Bayern München en speelde zijn eerste professionele wedstrijd ook bij die club (UEFA Champions League 2002/03, Bayern 3-3 Lens), maar kwam op meerdere wedstrijden in het shirt van VfB Stuttgart, dat hem twee jaar huurde. Hij debuteerde in de Bundesliga en bij Stuttgart tegen Hansa Rostock door Silvio Meißner te vervangen. Tegen Borussia Dortmund speelde Lahm op 20 september 2003 zijn eerste volledige wedstrijd. Sinds dat moment werd hij de vaste linksback bij Stuttgart. Een week na de wedstrijd tegen Dortmund gaf Lahm de assist op het openingsdoelpunt tegen TSV 1860 München. Ook tegen Manchester United op 1 oktober, zijn basisdebuut in de UEFA Champions League, gaf hij een assist dat de Duitse club hielp aan een overwinning. Op 3 april 2004 scoorde hij zijn eerste doelpunt, in een 5-1 winst in de Bundesliga tegen VfL Wolfsburg. Lahm maakte de 3-1. In het seizoen 2003/04 zou hij 40 wedstrijden spelen.
In zijn tweede seizoen van zijn huurperiode kreeg Lahm het wat lastiger na een zomer waarin hij met Duitsland meedeed aan het EK 2004 en een nieuwe trainer: Matthias Sammer. Ondanks dit en het feit dat hij 12 wedstrijden moest missen wegens een blessure, speelde hij dat seizoen 32 wedstrijden en mocht hij 2 keer juichen, tegen KSK Beveren in de UEFA-cup en in de Bundesliga-wedstrijd tegen Bayer 04 Leverkusen. 5 weken later raakt Lahm overigens opnieuw geblesseerd, maar doordat dat op het eind van het seizoen was, hoefde hij voor Stuttgart slechts één wedstrijd te missen.
In mei 2005 kwam Lahm terug bij Bayern München, met een gescheurde kruisband waardoor hij 12 weken niet in actie kon komen voor die club. In november speelde Lahm mee bij Bayern München B en op 19 november maakte Lahm zijn Bundesliga-debuut voor Bayern tegen DSC Arminia Bielefeld. Hij speelde 27 wedstrijden dat seizoen en kwam niet tot scoren. Wel gaf hij zijn eerste assist voor Bayern op 15 april 2006, Mehmet Scholl zette de 2-0 eindstand op het bord tegen Arminia Bielefeld. In het seizoen 2006/07 miste Lahm slechts één wedstrijd, hij speelde 48 wedstrijden, waaronder ook de wedstrijd tegen VfL Bochum op 20 augustus waarin hij zijn eerste doelpunt voor Bayern maakte. Een van de oorzaken was dat Lahm de enige linksback was bij Bayern in het seizoen waar ze geen prijs pakte, vierde werden in de Bundesliga en in de achtste finales van de DFB-Pokal uitgeschakeld werden.
In het seizoen 2007/08 hengelde 'Die Rekordmeister' een nieuwe linksback binnen, Marcell Jansen. Philipp Lahm hoopte hiermee vaker aan de rechterkant te spelen. Door blessures speelde hij echter vaker als linksback. Op 16 mei 2008 tekende Lahm een nieuw contract bij Bayern München tot juni 2012, ondanks interesse van FC Barcelona. Het volgende seizoen scoorde Lahm vier keer (3 keer Bundesliga, 1 keer DFB-Pokal), hij zou niet vaker zo vaak het net vinden in één seizoen. Zijn goals hielpen niet aan het feit dat Bayern opnieuw geen prijzen won. Dit leidde ook naar het ontslag van Jürgen Klinsmann.
In het seizoen 2009/10 speelde Bayern München onder van Gaal, waaronder Lahm een goed seizoen speelde. Hij gaf twaalf keer een assist, en maakte het één keer zelf af, tegen SpVgg Greuther Fürth in de kwartfinale van de DFB-Pokal. Ook werd hij gekozen als tweede aanvoerder van Bayern dat seizoen achter Mark van Bommel. In twaalf van de 53 wedstrijden van Lahm dat seizoen (Lahm speelde maximaal aantal wedstrijden)s, droeg hij de aanvoerdersband. Bayern München won dat jaar de Bundesliga en de beker, in de Champions League kwamen ze tot de finale waarin ze met 2-0 verloren van Inter Milan. In het seizoen daarom speelde Lahm opnieuw alle wedstrijden.
Op 19 mei 2012 was Philipp Lahm aanvoerder van zijn club in de Finale van de Champions League 2011/12. Na 120 minuten stond een 1-1 stand op het scorebord waarna een strafschopserie volgde. Ondanks dat Lahm zijn elfmeter binnen schoot, verloor Bayern de finale tegen Chelsea. In het seizoen 2012/13 won Bayern de treble als zevende club in de voetbalhistorie. De Bundesliga werd gewonnen met maar liefst 25 punten los van nummer 2 Borussia Dortmund, in de finale van DFB-Pokal werd Lahm's oude club VfB Stuttgart verslagen en op 25 mei 2013 speelde Lahm voor de derde keer in een finale van de Champions League, voor de tweede keer als aanvoerder, tegen rivaal Borussia Dortmund. De finale werd gewonnen door een laat doelpunt van Arjen Robben.
Onder Josep Guardiola werd Lahm veranderd van linksback naar verdedigende middenvelder. In dat seizoen won Bayern o.a. de UEFA Super Cup, waarin Lahm de derde strafschop in de strafschoppenserie voor zijn club nam en scoorde. Ook de titel werd dat seizoen gewonnen, voor de 24ste keer in de clubhistorie, met nog 7 wedstrijden te gaan. In het seizoen 2013/14 speelde Lahm 48 wedstrijden in 6 verschillende competities. In juni 2014 tekende Lahm een nieuw contract bij Bayern München tot medio 2018. In het seizoen 2014/15 scoorde Lahm voor het eerst twee doelpunten in één wedstrijd, tegen Werder Bremen op 18 oktober maakte hij zowel het openingsdoelpunt als de 5-0. Van november tot maart van dat voetbaljaar moest Lahm 17 wedstrijden missen door een blessure. Wel werd opnieuw de Bundesliga-titel gewonnen, de zevende in de carrière van de Duitser. Op 28 april 2015 werd Bayern München door Borussia Dortmund uitgeschakeld in de halve finale van de DFB-Pokal. Lahm miste de eerste penalty in de strafschoppenreeks.

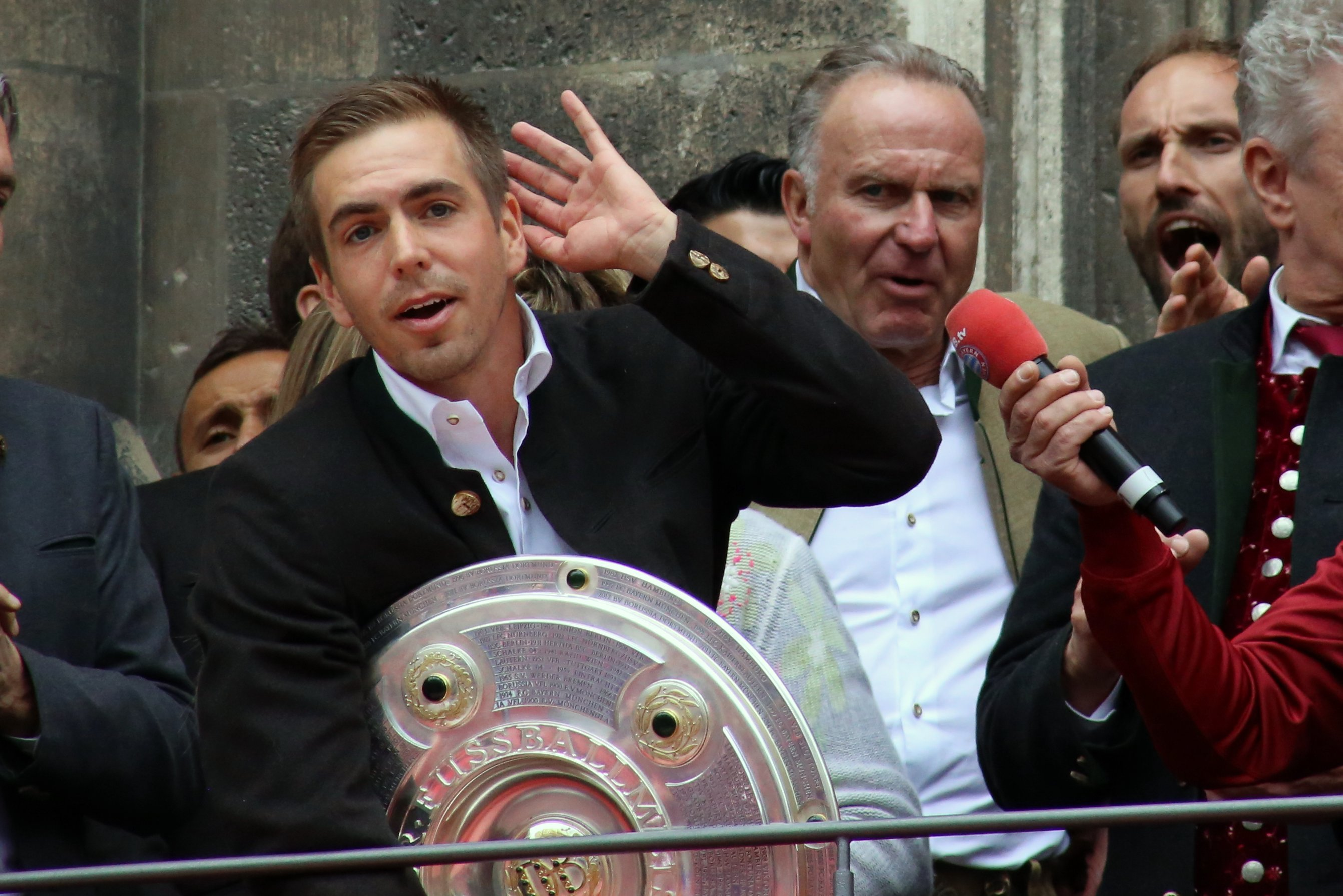
Philipp Lahm met de kampioensschaal in 2016

Na aankopen van Arturo Vidal en Joshua Kimmich in de zomer van 2015, zou Lahm weer vaker als rechtsback spelen. In die positie speelde hij op 23 februari tegen Juventus zijn honderdste Champions League-wedstrijd. Hij was de 28e speler die dat lukte, de tweede Duitser na oud-teamgenoot Oliver Kahn. Ook dat seizoen werd de Duitse titel gewonnen. Op 4 februari 2017 speelde Lahm zijn 500e wedstrijd voor Bayern. Drie dagen later maakte hij bekend dat hij aan zijn laatste seizoen bezig was. Hij sloot zijn carrière af op 20 mei 2017 tegen SC Freiburg, net als Xabi Alonso. Als aanvoerder won Lahm voor de vijfde keer de Bundesliga.

## Clubstatistieken
| Seizoen         | Club              | Competitie       | Competitie | Competitie | Beker | Beker | Internationaal | Internationaal | Overig | Overig | Totaal | Totaal |
| Seizoen         | Club              | Competitie       | Wed.       | Dlp.       | Wed.  | Dlp.  | Wed.           | Dlp.           | Wed.   | Dlp.   | Wed.   | Dlp.   |
| --------------- | ----------------- | ---------------- | ---------- | ---------- | ----- | ----- | -------------- | -------------- | ------ | ------ | ------ | ------ |
| 2001/02         | Bayern München II | Regionalliga Süd | 27         | 2          | 0     | 0     | 0              | 0              | 0      | 0      | 27     | 2      |
| 2002/03         | Bayern München II | Regionalliga Süd | 34         | 1          | 1     | 0     | 0              | 0              | 0      | 0      | 35     | 1      |
| 2005/06         | Bayern München II | Regionalliga Süd | 2          | 0          | 0     | 0     | 0              | 0              | 0      | 0      | 2      | 0      |
| Club totaal     | Club totaal       | Club totaal      | 63         | 3          | 1     | 0     | 0              | 0              | 0      | 0      | 64     | 3      |
| 2003/04         | → VfB Stuttgart   | Bundesliga       | 31         | 1          | 2     | 0     | 7              | 0              | 0      | 0      | 40     | 1      |
| 2004/05         | → VfB Stuttgart   | Bundesliga       | 22         | 1          | 3     | 0     | 6              | 1              | 0      | 0      | 31     | 2      |
| Club totaal     | Club totaal       | Club totaal      | 53         | 2          | 5     | 0     | 13             | 1              | 0      | 0      | 71     | 3      |
| 2002/03         | Bayern München    | Bundesliga       | 0          | 0          | 0     | 0     | 1              | 0              | 0      | 0      | 1      | 0      |
| 2005/06         | Bayern München    | Bundesliga       | 20         | 0          | 4     | 0     | 3              | 0              | 0      | 0      | 27     | 0      |
| 2006/07         | Bayern München    | Bundesliga       | 34         | 1          | 5     | 0     | 9              | 0              | 0      | 0      | 48     | 1      |
| 2007/08         | Bayern München    | Bundesliga       | 22         | 0          | 8     | 0     | 10             | 1              | 0      | 0      | 40     | 1      |
| 2008/09         | Bayern München    | Bundesliga       | 28         | 3          | 3     | 1     | 8              | 0              | 0      | 0      | 39     | 4      |
| 2009/10         | Bayern München    | Bundesliga       | 34         | 0          | 6     | 1     | 13             | 0              | 0      | 0      | 53     | 1      |
| 2010/11         | Bayern München    | Bundesliga       | 34         | 3          | 6     | 0     | 8              | 0              | 0      | 0      | 48     | 3      |
| 2011/12         | Bayern München    | Bundesliga       | 31         | 0          | 5     | 0     | 14             | 0              | 0      | 0      | 50     | 0      |
| 2012/13         | Bayern München    | Bundesliga       | 29         | 0          | 6     | 0     | 12             | 0              | 0      | 0      | 47     | 0      |
| 2013/14         | Bayern München    | Bundesliga       | 28         | 1          | 5     | 0     | 13             | 0              | 2      | 0      | 48     | 1      |
| 2014/15         | Bayern München    | Bundesliga       | 20         | 2          | 5     | 0     | 8              | 0              | 0      | 0      | 33     | 2      |
| 2015/16         | Bayern München    | Bundesliga       | 26         | 1          | 7     | 0     | 12             | 0              | 0      | 0      | 45     | 1      |
| 2016/17         | Bayern München    | Bundesliga       | 26         | 1          | 5     | 1     | 7              | 0              | 0      | 0      | 38     | 2      |
| Club totaal     | Club totaal       | Club totaal      | 332        | 12         | 65    | 3     | 118            | 1              | 2      | 0      | 517    | 16     |
| Carrière totaal | Carrière totaal   | Carrière totaal  | 448        | 17         | 71    | 3     | 131            | 2              | 2      | 0      | 652    | 22     |

## Interlandcarrière
Lahm debuteerde op 18 februari 2004 in het Duits voetbalelftal, tegen Kroatië. Hij maakte deel uit van de selectie voor het WK 2006, waar hij het eerste doelpunt van het toernooi maakte. In de groepswedstrijd tegen Costa Rica scoorde hij met een schot van afstand vanaf links. Op het EK 2008 scoorde Lahm de 3-2 waarmee Duitsland de halve finale won van Turkije. Bondscoach Joachim Löw nam hem als aanvoerder van het Duitse team mee naar het WK 2010. Op 6 september 2013, in een WK-kwalificatiewedstrijd tegen buurland Oostenrijk (3-0), speelde Lahm zijn honderdste interland voor Duitsland. Duitsland won het treffen met 3-0 door treffers van Miroslav Klose, Toni Kroos en Thomas Müller. Nadat Lahm als aanvoerder het wereldkampioenschap voetbal 2014 won met de Duitse nationale ploeg, stopte hij op 18 juli 2014 op dertigjarige leeftijd als international.
| Interlanddoelpunten | Interlanddoelpunten | Interlanddoelpunten | Interlanddoelpunten               | Interlanddoelpunten | Interlanddoelpunten | Interlanddoelpunten | Interlanddoelpunten |
| №                   | Datum               | Locatie             | Wedstrijd                         | Goal(s)             | Score               | Uitslag             | Competitie          |
| ------------------- | ------------------- | ------------------- | --------------------------------- | ------------------- | ------------------- | ------------------- | ------------------- |
| 1                   | 28 april 2004       | Boekarest           | Roemenië – Duitsland              | Goal                | 1 – 5               | 1 – 5               | Oefeninterland      |
| 2                   | 9 juni 2006         | München             | Duitsland – Costa Rica            | Goal                | 1 – 0               | 4 – 2               | WK-eindronde        |
| 3                   | 25 juni 2008        | Bazel               | Duitsland – Turkije               | Goal                | 3 – 2               | 3 – 2               | EK-eindronde        |
| 4                   | 3 juni 2010         | Frankfurt           | Duitsland – Bosnië en Herzegovina | Goal                | 1 – 1               | 3 – 1               | Oefeninterland      |
| 5                   | 22 juni 2012        | Gdańsk              | Duitsland – Griekenland           | Goal                | 1 – 0               | 4 – 2               | EK-eindronde        |

| WK-statistieken             | Club              | Positie    | W |   |   | D | A |   |   |   |
| --------------------------- | ----------------- | ---------- | - | - | - | - | - | - | - | - |
| WK voetbal 2006 - Duitsland | FC Bayern München | Verdediger | 8 | 0 | 0 | 1 | 0 | 0 | 0 | 0 |
| WK voetbal 2010 - Duitsland | FC Bayern München | Verdediger | 4 | 0 | 0 | 0 | 0 | 1 | 0 | 0 |
| WK voetbal 2014 - Duitsland | FC Bayern München | Verdediger | 7 | 0 | 0 | 0 | 0 | 1 | 0 | 0 |

## Erelijst
| Competitie                  |                |                                                                        |                |                |
| Competitie                  | Aantal         | Jaren                                                                  |                |                |
| Bayern München              | Bayern München | Bayern München                                                         | Bayern München | Bayern München |
| --------------------------- | -------------- | ---------------------------------------------------------------------- | -------------- | -------------- |
| UEFA Champions League       | 1x             | 2012/13                                                                |                |                |
| UEFA Super Cup              | 1x             | 2013                                                                   |                |                |
| FIFA Club World Cup         | 1x             | 2013                                                                   |                |                |
| Bundesliga                  | 8x             | 2005/06, 2007/08, 2009/10, 2012/13, 2013/14, 2014/15, 2015/16, 2016/17 |                |                |
| DFB-Pokal                   | 7x             | 2002/03, 2005/06, 2007/08, 2009/10, 2012/13, 2013/14, 2015/16          |                |                |
| DFL-Supercup                | 3x             | 2010, 2012, 2016                                                       |                |                |
| DFB-Ligapokal               | 1x             | 2007                                                                   |                |                |
| Duitsland                   |                |                                                                        |                |                |
| Wereldkampioenschap voetbal | 1x             | 2014                                                                   |                |                |